# TKS800
O TKS800 foi um protótipo de computador doméstico de 8 bits compatível com o TRS-80 Color Computer, usando o microprocessador Motorola MC6809E, fugindo assim das demais linhas de produto da Microdigital, baseadas em Sinclair e Apple Inc..
Segundo um dos diretores da Microdigital, o TKS800 se diferenciaria de seus outros concorrentes da linha TRS-80 Color Computer por apresentar "conexão com o CP/M". Segundo o mesmo diretor, o computador seria vendido por um preço aproximadamente 50% acima do TK2000.
No entanto, acabou se tornando caso célebre de vaporware na indústria de informática brasileira: apresentado pela Microdigital Eletrônica na IV Feira de Informática em 1984, jamais entrou em fase de produção comercial.

## Características
- Teclado: mecânico, 55 teclas, com duplo botão RESET
- Display:
  - Texto:
    - 32 X 16 texto (semi-gráfico)
    - 64 X 32 X 8 cores
    - 64 X 48 X 8 cores

  - Gráfico: 12 modos gráficos com até 9 cores
    - 64 X 64 X 4 cores
    - 128 X 64 X 2 ou 4 cores
    - 128 X 96, 128 X 192 e 256 X 192
- Expansão:
  - conector de cartuchos
- Portas:
  - 1 porta serial
  - 1 saída para TV, padrão PAL-M
  - 1 saída para monitor de vídeo
  - 2 entradas para joysticks analógicos
- Armazenamento:
  - Drive de disquete externo (156 Kb, dupla densidade)
  - Gravador de cassete